# آفت (ارگانیسم)

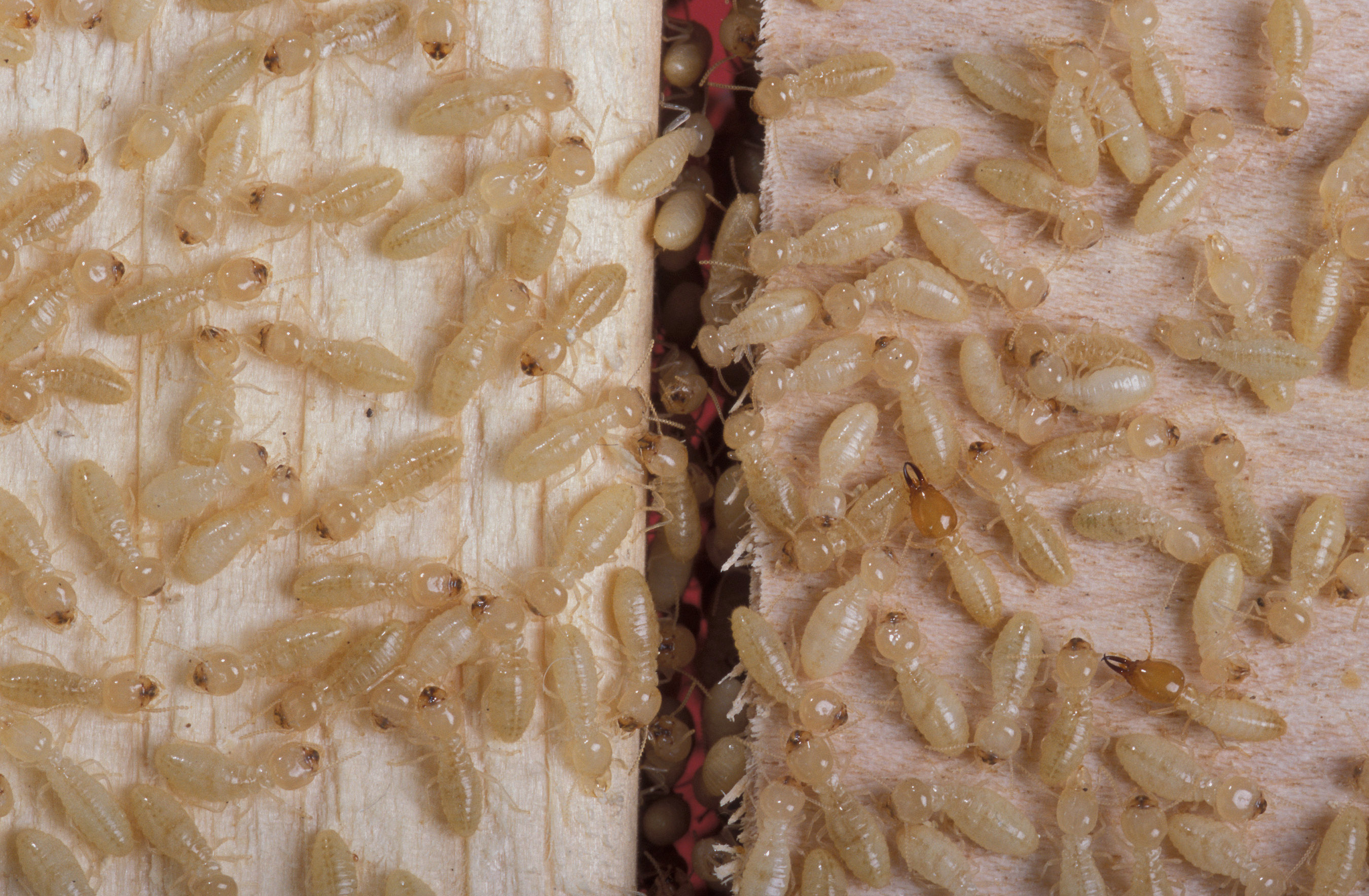
آفاتی مانند این موریانهها، گاهی با تراکم زیاد اتفاق می‌افتند که باعث اثراتی تخریبی شدیدتری می‌شوند.

آفت به هرگونه حیوان یا گیاه مضر برای انسان یا مواد مورد توجه انسان از قبیل محصولات کشاورزی، چهارپایان و جنگل، گفته می‌شود. روی هم رفته، آفت رقیب بشر است. تعریف جامع آفت دربرگیرنده تمام موجوداتی است که در محل و موقعیت به‌خصوص، از نظر انسان نا خواسته باشند. در زمینه کشاورزی، ' آفات و بیماری‌های گیاهی' برای تمام موجوداتی که موجب خسارت هستند از جمله ویروس، باکتری، قارچ و غیره نیز بکار می‌رود. 

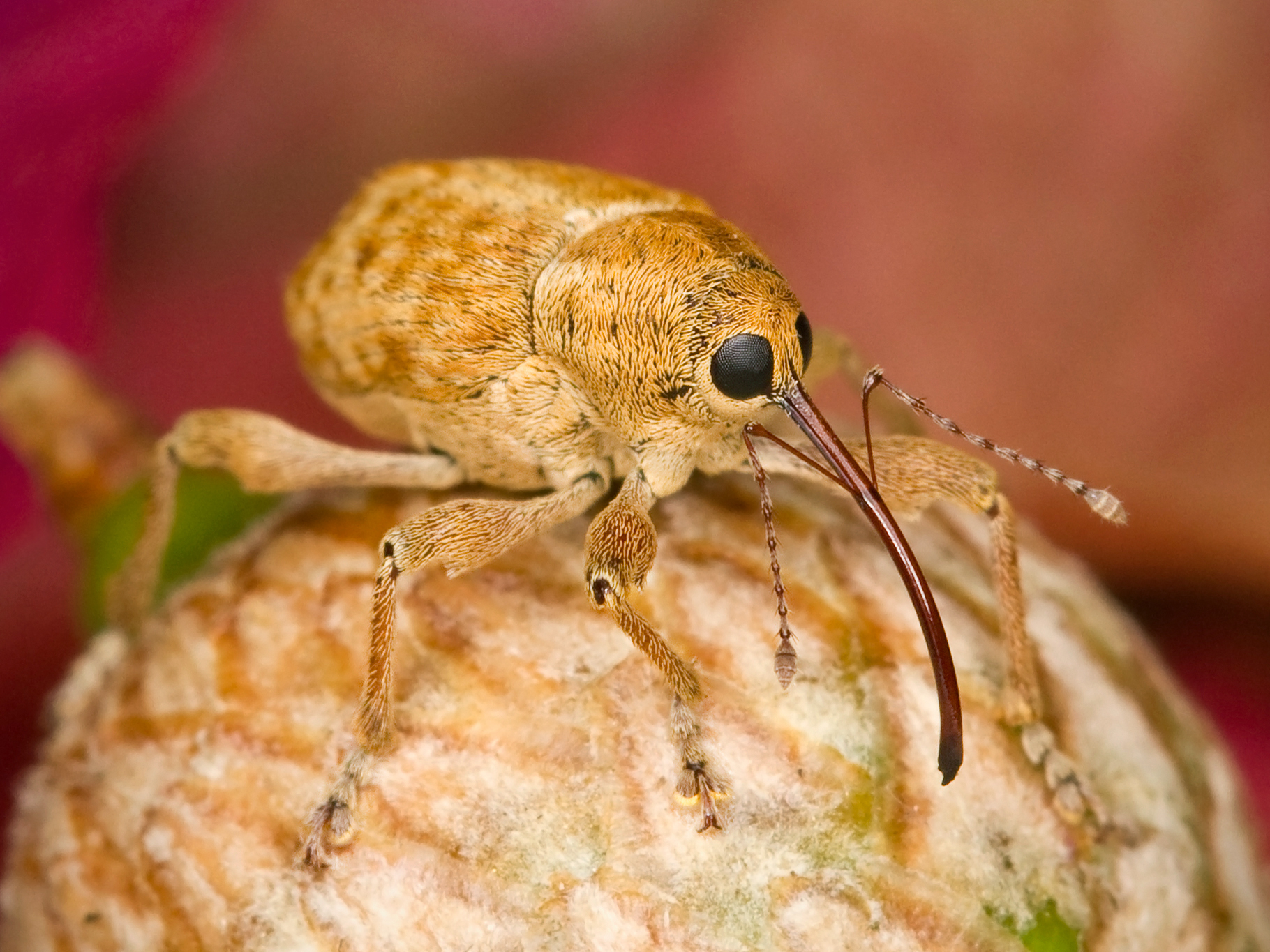
سوسک خرطوم‌دار درخت فندقی آفت گونه‌های مختلف درخت بلوط می‌باشد.

## حیوانات

### بی‌مهرگان

#### بندپایان زراعی و خانگی
- آفت‌های کشاورزی و باغبانی شامل:
  - شته‌ها و نیم‌بالان
  - ریشک‌بالان
  - پروانه‌سانان، مگس‌ها و لارو سوسک‌ها
  - کنه تارعنکبوتی
  - ملخ و جیرجیرک‌ها
- مورچه‌ها، زنبور بی‌عسل، سوسک‌ها، مگس‌ها
- موریانه‌ها و کرم درخت باعث تخریب سازه‌ای می‌شوند.
- کرم‌کتاب، بید کاغذ، سوسک‌های چرم‌خوار و بید لباس باعث تخریب غیرسازه‌ای می‌شوند.

#### کرم‌های انگلی
- کرم لوله‌ای ریشه‌گرهی
- کرم انگل سویا
- کرم انگل سیب زمینی

#### شکم‌پایان و نرم‌تنان
- حلزون خاکی و لیسه

### مهره‌داران

#### پرنده‌ها
- کبوترها و مرغان دریایی غذای انسان را می‌خورند و ناقل بیماری هستند.
- بسیاری از پرندگان مانند کلاغ‌ها محصولات کشاورزی می‌خورند.
- غاز کانادایی به‌طور گسترده‌ای در ایالات متحده و نیوزیلند به عنوان آفت شناخته می‌شود.
- دارکوب‌ها سقف خانه‌ها را سوراخ کرده و در آنجا لانه می‌سازند. دارکوب‌ها به خانه‌ها مشکل ساختاری وارد می‌کنند.
- مرغ مینای معمولی توسط اتحادیهٔ بین‌المللی حفاظت از طبیعت به عنوان یکی از بدترین گونه‌های مهاجم معرفی شده‌است و یکی از سه پرنده در بین ۱۰۰ گونهٔ جانوری است که بر روی تنوع زیستی، کشاورزی و منافع انسان تأثیر می‌گذارد.[۳] در استرالیا این حیوان به عنوان «مهم‌ترین آفت» شناخته می‌شود.[۴]

#### دوزیستان
- وزغ نیشکر

#### پستانداران
- موش‌ها
- خرگوش‌ها
- روباه‌ها
- سگ آبی
- موش‌های کیسه‌دار
- گربه‌های ولگرد و سگ‌های ولگرد

## زندگی آفت‌ها
لیسهٔ سیب یک نسل در سال دارد. قسمت عمدهٔ سال از جمله زمستان را به صورت لاروهای سن یک زیر پولک تخم می‌گذارند. تخم‌ها روی شاخه‌های جوان یک ساله و به ندرت شاخه‌های همان سال و دوساله‌ها گذاشته می‌شوند خروج لاروها از زیر پولک مصادف با زمانی است که جوانه‌ها باز شده‌اند، برگ‌ها ظاهر شده ولی هنوز گل‌ها کامل بسته می‌باشند. در این مرحله لاروها به داخل پارانشیم برگ نفوذ کرده و به صورت مینوز فعال هستند. پس از آن به‌طور گروهی دالان‌ها را ترک گفته و در شاخ و برگ درخت آغاز به بافتن لانهٔ اجتماعی می‌کنند. در این لانه‌ها تغذیه از برگ‌ها با شدت ادامه پیدا کرده، در این مرحله پارشیم و اپیدرم فوقانی برگ خورده شده و اپیدرم تحتانی باقی می‌ماند که رنگ قهوه‌ای روشن دارد. شفیرگی از دههٔ سوم اردیبهشت تا دههٔ دوم خرداد با ساختن پیله آغاز می‌گردد. پس از آن پروانه‌ها خارج شده و پس از مدتی پرواز و جفتگیری به تخم‌ریزی می‌پردازند. از تخم‌هایی که زیر پولک قرار دارند لاروهای سن اول خارج شده که به همان شکل در زیر پولک تخم از اوایل تابستان تا بهار سال بعد را می‌گذرانند.

## راه‌های مبارزه با آفت‌ها
مبارزهٔ شیمیایی که با کرم سیب صورت می‌گیرد، این پروانه را نیز به خوبی کنترل می‌کند؛ بنابراین لیسهٔ سیب در باغ‌هایی طغیانی می‌شود که مبارزه با کرم سیب در آن‌ها صورت نمی‌گیرد و باید زمانی‌که جوانه‌ها تازه آغاز به باز شدن کرده‌اند، سمپاشی را شروع کرد. این سمپاشی به دلیل آنکه اولاً علیه لارو سن اول که بسیار سم حساس است انجام می‌شود و ثانیاً به دلیل آنکه این لاروها هنوز لانه‌های توری را نساخته‌اند، بسیار کارساز است. تاکنون سیزده گونه زنبور و دو گونه مگس به عنوان پارازیتوئید لارو و شفیرهٔ لیسهٔ سیب در نقاط مختلف کشور جمع‌آوری شده‌اند که اگر سمپاشی به تأخیر بیفتد، این دشمنان طبیعی به شدت آسیب می‌بینند.